# Minypatrobus
Minypatrobus is een geslacht van kevers uit de familie van de loopkevers (Carabidae). De wetenschappelijke naam van het geslacht is voor het eerst geldig gepubliceerd in 1955 door Ueno.

## Soorten
Het geslacht Minypatrobus omvat de volgende soorten:
- Minypatrobus darlingtoni Ueno, 1955
- Minypatrobus hidakanus Zamotajlov & Morita, 2001
- Minypatrobus kasaharai Morita, 2002
- Minypatrobus uenoi (Habu, 1972)